# Tanzsporteuropameisterschaft (Latein)

## Profis (WDC)
Europameisterschaften der Profis in den Lateinamerikanischen Tänzen werden seit 1953 vom damaligen International Council of Ballroom Dancing ausgetragen (seit 1993: World Dance & Dance Sport Council Limited, seit 2007: World Dance Council Limited).
| Jahr | Sieger                                   | Herkunft                              | Austragungsort                                         |
| ---- | ---------------------------------------- | ------------------------------------- | ------------------------------------------------------ |
| 1953 | Jack Orton-Smith & Norma Noble           | England                               | London, England                                        |
| 1954 | Roger & Micheline Rownaux                | Frankreich                            | Freudenstadt, Deutschland                              |
| 1955 | Roger & Micheline Rownaux                | Frankreich                            | Bad Kissingen, Deutschland                             |
| 1956 | Roger & Micheline Rownaux                | Frankreich                            | Baden-Baden, Deutschland                               |
| 1957 | keine Europameisterschaft ausgetragen    | keine Europameisterschaft ausgetragen | keine Europameisterschaft ausgetragen                  |
| 1958 | Roger & Micheline Rownaux                | Frankreich                            | Stuttgart, Deutschland                                 |
| 1959 | Roger & Micheline Rownaux                | Frankreich                            | Stuttgart, Deutschland                                 |
| 1960 | keine Europameisterschaft ausgetragen    | keine Europameisterschaft ausgetragen | keine Europameisterschaft ausgetragen                  |
| 1961 | keine Europameisterschaft ausgetragen    | keine Europameisterschaft ausgetragen | keine Europameisterschaft ausgetragen                  |
| 1962 | Walter & Lorraine Reynolds               | England                               | Venedig, Frankreich                                    |
| 1963 | Walter & Lorraine Reynolds               | England                               | Hannover, Deutschland                                  |
| 1964 | Walter & Lorraine Reynolds               | England                               | London, England                                        |
| 1965 | Walter & Marianne Kaiser                 | Schweiz                               | West-Berlin, Deutschland                               |
| 1966 | Rudolf & Mechthild Trautz                | Deutschland                           | Duisburg, Deutschland                                  |
| 1967 | Rudolf & Mechthild Trautz                | Deutschland                           | Hillegom, Niederlande                                  |
| 1968 | Rudolf & Mechthild Trautz                | Deutschland                           | Frankfurt, Deutschland                                 |
| 1969 | Rudolf & Mechthild Trautz                | Deutschland                           | Zürich, Schweiz                                        |
| 1970 | Rudolf & Mechthild Trautz                | Deutschland                           | Croydon, England                                       |
| 1971 | Rudolf & Mechthild Trautz                | Deutschland                           | Neuss, Deutschland                                     |
| 1972 | Rudolf & Mechthild Trautz                | Deutschland                           | Baden-Baden, Deutschland                               |
| 1973 | Hans-Peter & Ingeborg Fischer            | Österreich                            | London, England                                        |
| 1974 | Hans-Peter & Ingeborg Fischer            | Österreich                            | Kopenhagen, Dänemark                                   |
| 1975 | Hans-Peter & Ingeborg Fischer            | Österreich                            | Wien, Österreich                                       |
| 1976 | Alan & Hazel Fletcher                    | England                               | Dortmund, Deutschland                                  |
| 1977 | Alan & Hazel Fletcher                    | England                               | Leiden, Niederlande                                    |
| 1978 | Alan & Hazel Fletcher                    | England                               | Kopenhagen, Dänemark                                   |
| 1979 | Alan & Hazel Fletcher                    | England                               | Dortmund, Deutschland                                  |
| 1980 | Alan & Hazel Fletcher                    | England                               | Hammersmith Palais, London, England                    |
| 1981 | Espen & Kirsten Salberg                  | Norwegen                              | Helsinki, Finnland                                     |
| 1982 | Sammy & Shirley Stopford                 | England                               | Deutschlandhalle, West-Berlin, Deutschland             |
| 1983 | Espen & Kirsten Salberg                  | Norwegen                              | Guildhall, Southampton, England                        |
| 1984 | Donnie Burns & Gaynor Fairweather        | Schottland                            | Oberrheinhalle, Offenburg, Deutschland                 |
| 1985 | Donnie Burns & Gaynor Fairweather        | Schottland                            | Southampton, England                                   |
| 1986 | Donnie Burns & Gaynor Fairweather        | Schottland                            | Congress Centrum, Hamburg, Deutschland                 |
| 1987 | Donnie Burns & Gaynor Fairweather        | Schottland                            | Southampton, England                                   |
| 1988 | Donnie Burns & Gaynor Fairweather        | Schottland                            | Augsburg, Deutschland                                  |
| 1989 | Donnie Burns & Gaynor Fairweather        | Schottland                            | Bournemouth International Centre, Bournemouth, England |
| 1990 | Donnie Burns & Gaynor Fairweather        | Schottland                            | Augsburg, Deutschland                                  |
| 1991 | Sammy Stopford & Barbara McColl          | England                               | Augsburg, Deutschland                                  |
| 1992 | Johan & Nadia Eftedal                    | Norwegen                              | Empress Ballroom, Blackpool, England                   |
| 1993 | Johan & Nadia Eftedal                    | Norwegen                              | Bielefeld, Deutschland                                 |
| 1994 | Donnie Burns & Gaynor Fairweather        | Schottland                            | Slagharen, Niederlande                                 |
| 1995 | Hans-Reinhard Galke & Bianca Schreiber   | Deutschland                           | Gerry Weber Stadium, Halle/Westfalen, Deutschland      |
| 1996 | Hans-Reinhard Galke & Bianca Schreiber   | Deutschland                           | Sporthalle, Kassel, Deutschland                        |
| 1997 | Jukka Haapalainen & Sirpa Suutari        | Finnland                              | Angers, Frankreich                                     |
| 1998 | Jukka Haapalainen & Sirpa Suutari-Jääsko | Finnland                              | Stadthalle, Kassel, Deutschland                        |
| 1999 | Bryan Watson & Carmen Vincelj            | Deutschland                           | Empress Ballroom, Blackpool, England                   |
| 2000 | Bryan Watson & Carmen Vincelj            | Deutschland                           | The Forum, Guildford, England                          |
| 2001 | Bryan Watson & Carmen Vincelj            | Deutschland                           | Rosengarten, Mannheim, Deutschland                     |
| 2002 | Bryan Watson & Carmen Vincelj            | Deutschland                           | St. Petersburg, Russland                               |
| 2003 | Bryan Watson & Carmen Vincelj            | Deutschland                           | Le Zenith, Paris, Frankreich                           |
| 2004 | Dmitry Timokhin & Anna Bezikova          | Russland                              | Örebro, Schweden                                       |
| 2005 | Bryan Watson & Carmen Vincelj            | Deutschland                           | Moskau, Russland                                       |
| 2006 | Bryan Watson & Carmen Vincelj            | Deutschland                           | Panndorfhalle, Gera, Deutschland                       |
| 2007 | Michael Malitowski & Joanne Leunis       | Polen                                 | Kiew, Ukraine                                          |
| 2008 | Michael Malitowski & Joanne Leunis       | Polen                                 | Moskau, Russland                                       |
| 2009 | Michael Malitowski & Joanne Leunis       | Polen                                 | Aarhus, Dänemark                                       |
| 2011 | Michael Malitowski & Joanne Leunis       | England                               | Bonn, Deutschland                                      |
| 2012 | Michael Malitowski & Joanne Leunis       | England                               | Sofiya, Bulgarien                                      |

## Amateure (WDSF)
| Jahr | Sieger                               | Herkunft | Austragungsort       |
| ---- | ------------------------------------ | -------- | -------------------- |
| 2011 | Viaceslavs Visniakovs & Tereza Kizlo | Lettland | Wetzlar, Deutschland |